# 伊藤秀史
伊藤 秀史（いとう ひでし、1959年10月2日 - ）は、日本の経済学者。早稲田大学ビジネススクール教授、一橋大学名誉教授。日本経済学会元会長。専門は組織の経済学、契約理論、行動経済学。2003年には日本経済学会中原賞を受賞。

## 来歴
1959年石川県金沢市生まれ。三重県四日市市および神奈川県川崎市多摩区育ち。1978年に神奈川県立多摩高等学校を卒業後、一橋大学商学部に進学。1982年大学卒業後、同大学院商学部研究科を経て、米国スタンフォード大学に留学し、1988年同大学より意思決定科学専攻としてPh.D.を取得した。
学位取得後、カリフォルニア大学サンディエゴ校国際関係・環太平洋研究大学院客員助教授（1988年-1990年）、京都大学経済学部助教授（1988年-1996年）、スタンフォード大学経済学部客員准教授（1993年）、大阪大学社会経済研究所助教授 (1996年-2000年)、コロンビア大学経済学部客員准教授（1998年）、一橋大学大学院商学研究科（2000年-2017年）、早稲田大学ビジネススクール教授（2017年-）、一橋大学名誉教授（2023年）。
日本経済学会会長（2022年-2023年）。また、1993年冲永賞受賞。2003年には日本経済学会から国際的に高い研究業績を上げていることを評価され中原賞を受賞した。

## 著作

### 編著
- 『組織の経済学』（小林創、宮原泰之と共著）有斐閣、2019年
- 『現代の経営理論』（沼上幹、田中一弘、軽部大と共編）有斐閣、2008年
- 『リーディングス 日本の企業システム 第2期』（伊丹敬之、岡崎哲二、藤本隆宏、沼上幹と共編）有斐閣、2005年12月
- 『インセンティブ設計の経済学』（小佐野広と共編）勁草書房、2003年12月
- 『契約の経済理論』有斐閣、2003年4月
- 『日本企業変革期の選択 経済政策分析シリーズ』東洋経済新報社、2002年9月
- 『リーディングスサプライヤー・システム —新しい企業間関係を創る』（藤本隆宏、西口敏宏、浅沼萬里他と共著）有斐閣、1998年1月
- 『日本の企業システム』東京大学出版会、1996年6月

### 訳書
- 『組織の経済学』（ポール・ミルグロム、ジョン・ロバーツ著/今井晴雄、奥野正寛、八木甫と共訳）NTT出版、1997年11月
- 『経営戦略のゲーム理論 —交渉・契約・入札の戦略分析』（ジョン・マクミラン著/林田修と共訳）有斐閣、1995年9月

## 受賞
- 日本経済学会・中原賞、2003年